# Oliva grossa
La varietà Oliva Grossa è una cultivar di olivo marchigiana.

## Area di diffusione
Cultivar marchigiana, diffusa nella provincia di Macerata, con maggiore concentrazione nei comuni di Caldarola e in particolare negli uliveti della frazione di Croce.

## Caratteri botanici ed agronomici
Entrata in produzione delle piante precoce. Varietà di produttività media e costante. Capacità di radicazione media. Cascola precoce.
Drupa di dimensioni grandi di forma ovoidale. Resa in olio medio-elevata, inolizione precoce. Rapporto polpa-nocciolo elevato. 
Invaiatura medio-tardiva e tendenzialmente scalare; il colore dei frutti evolve dal verde intenso al violaceo scuro.
Consistenza della polpa e resistenza al distacco elevate ed in progressiva diminuzione con la maturazione. 

## Produzione e olio
Varietà a duplice attitudine, utilizzata soprattutto come oliva da mensa per il sapore particolarmente gradevole della polpa del frutto maturo. Periodo ottimale di raccolta intorno alla prima metà di novembre.
L'olio ricavato risulta fruttato leggero, prevalentemente dolce con punta di amaro e piccante.